# Abbaye Santo Spirito di Zannone
L'abbaye santa Maria e del Santo Spirito di Zannone est une ancienne abbaye cistercienne située sur l'île du même nom, située dans l'archipel des îles Pontines, en mer Tyrrhénienne.
Après une brève tentative de fondation au IXe siècle, l'abbaye se constitue en 1213 et est rattachée à l'ordre cistercien en 1246. Mais les îles sont peu sûres et régulièrement attaquées par les barbaresques. L'abbaye demande son rapatriement dans la péninsule, et est transférée à Gaète, où elle subsiste probablement jusque vers la fin du XVIIIe siècle. Des deux bâtiments, l'insulaire comme le continental, ne restent que des ruines.

## Localisation et nom

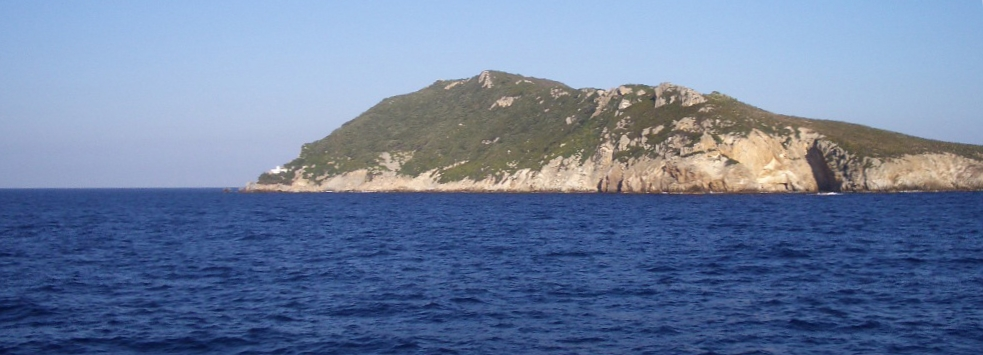
L'île de Zannone.

L'abbaye est située sur la petite île Pontique de Zannone. Elle est appelée du nom de l'île, mais son nom est parfois déformée en « Sennone ».

## Histoire

### Avant les cisterciens
En 813, une première communauté bénédictine s'établit sur l'île, mais les occupants finissent par la quitter du fait des incessants raids de pirates barbaresques.

### Refondation
En 1213, un nouveau groupe bénédictin, venu de Sant'Angelo de Gaète, revient fonder une abbaye bénédictine. Les moines sont proches de la spiritualité de Joachim de Flore mais choisissent finalement en 1237 de demander au chapitre général leur intégration à l'ordre cistercien et leur filiation à l'abbaye de Fossanova. Innocent IV valide cette intégration en 1246.
Le but du pape, en confiant la communauté aux cisterciens, est d'institutionnaliser des fondations semi-érémitiques, aux règles mal définies.
L'abbaye vit principalement de la pêche en mer, ce qui occasionne des frictions notamment avec les moines de Tre Fontane, également cisterciens, qui ont établi sur l'île voisine de Ponza une grange servant de pêcherie. Les frictions remontent fréquemment au chapitre général cistercien de 1263 à 1279.

### Rapatriement sur le continent
Dès 1291, la communauté demande à être déplacée dans la péninsule italienne proprement dite, afin d'échapper aux attaques des pirates. Les abbés de Casamari et de Fossanova valident ce rapatriement et le transfert s'effectue vers 1295, la communauté se déplaçant à Gaète,.
Le nouvel édifice comporte une église à nef unique se terminant par une abside rectangulaire, une sacristie, une salle capitulaire, un réfectoire, un cloître entouré de bâtiments conventuels. Les dates de construction sont proches, autour du XIVe siècle, et des reconstructions interviennent aux XVIe et XVIIe siècles.
La nouvelle abbaye est également appelée « Zannone » en mémoire de l'implantation insulaire. En 1444, elle est taxée à hauteur de dix florins. Elle est abandonnée vraisemblablement à la fin du XVIIIe siècle,.

## Architecture
De l'abbaye insulaire de Zannone ne subsistent que des ruines relativement conséquentes.
En ce qui concerne l'abbaye située à Gaète, le nouveau plan réglementaire de la ville publié en 1961 prévoit l'industrialisation de la zone de la plaine d'Arzano, où se trouvent les ruines de l'abbaye de Zannone. Ces ruines sont achetées par la raffinerie Getty Oil, qui clôture la zone et rend l'ancienne abbaye inaccessible ; dans les années 1980, les terrains sont transférés à Agip. Les ruines sont enserrées entre les réservoirs d'hydrocarbure et se dégradent irrémédiablement.